# Naturskyddsföreningen

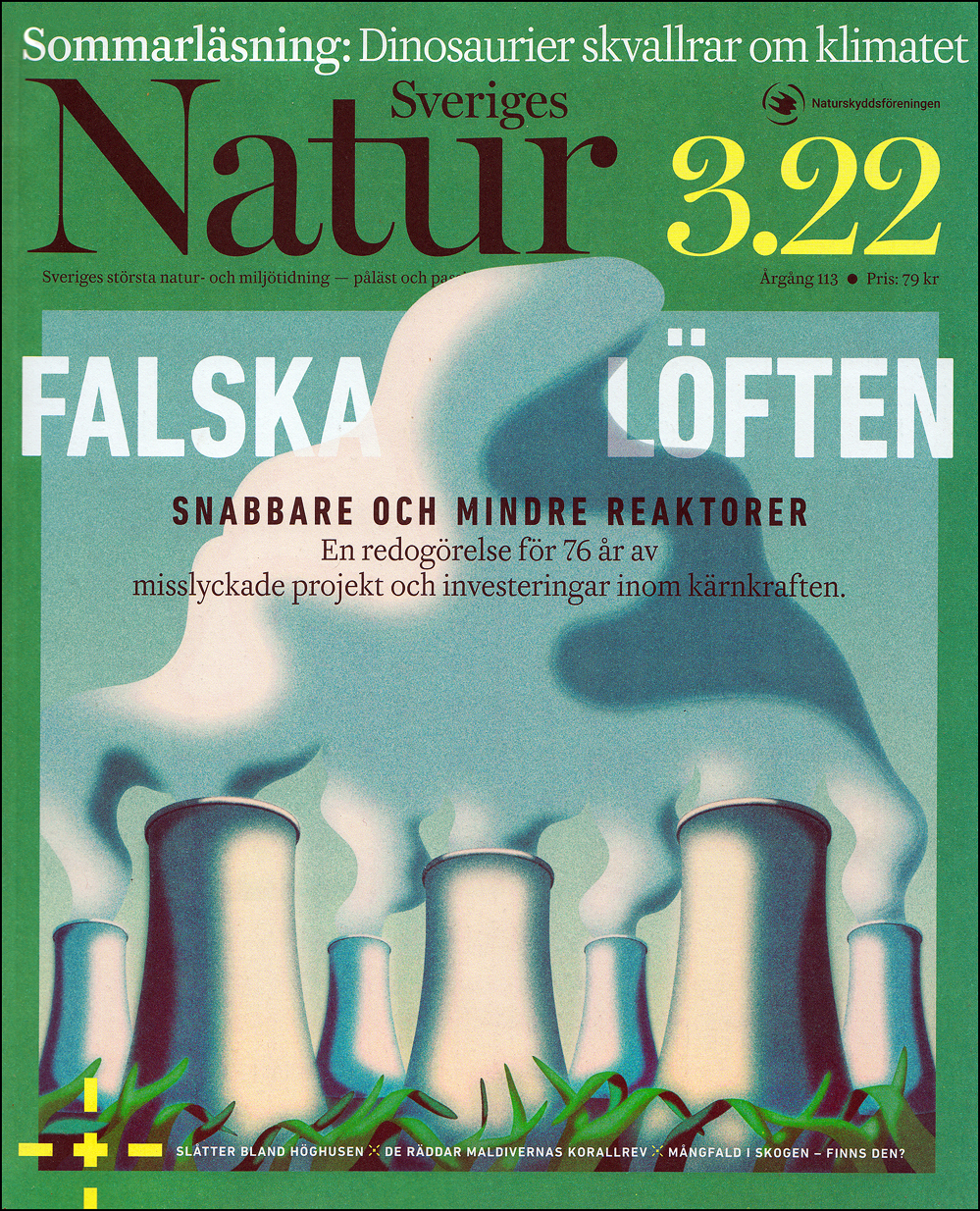
Sveriges Natur utges sedan 1910.

Naturskyddsföreningen är en förening i Sverige som arbetar med natur- och miljöfrågor. Föreningen är uppdelad i 24 länsförbund och 270 kommunkretsar, och har över 200 000 medlemmar (2025).

## Historik
Föreningen bildades i Stockholm 1909 av ett antal professorer och andra naturintresserade akademiker.
En av grundarna var botanikern Rutger Sernander, som hade en ledande ställning i föreningen fram till sin död 1944. Författaren Selma Lagerlöf var en av de tidigaste medlemmarna, och författaren Sten Selander var under elva år föreningens ordförande.
Under den första perioden sysslade föreningen främst med att skydda olika naturområden samt hotade arter. I takt med att nya miljöproblem fått uppmärksamhet har verksamheten förändrats. Medlemskåren har också förändrats från huvudsakligen akademiker till en bred mängd av människor från olika delar av samhället. Naturskyddsföreningen var genom sin lobbyverksamhet med och drev fram stora delar av den moderna miljölagstiftningen, och att myndigheter som Naturvårdsverket bildades.[källa behövs]
| ”                                          | Naturskyddsarbetet i vårt land har hittills, af helt naturliga skäl, hufvudsakligen bestått af framställandet af önskemål. Tiden torde nu vara inne att öfergå från ord till handling. Helst den nya naturskyddslagstiftningen öppnat utvägar, som förut icke ståt till buds, och gifvit naturskyddsarbetet ett erkännande, som icke kan annat än verka i hög grad uppmuntrande. | „ |
| – Från första numret av Svensk Natur 1910. | |   |

## Verksamhet
Idag arbetar Naturskyddsföreningen med att stärka naturkänslan och kärleken till naturen parallellt med politisk påverkan och en bred internationell verksamhet. Föreningen samarbetar med andra miljöorganisationer inom EU, men har också partnersamverkan med miljöorganisationer i öst och syd med stöd från Sida.
Arbete med konsumentmakt för att påverka producenter och handel att ta ett större miljöansvar, är en viktig del i verksamheten. Naturskyddsföreningen ligger bland annat bakom Green Action Week (som tidigare hette Miljövänliga veckan,), som ordnas varje år under vecka 40, och den självständiga miljömärkningen Bra Miljöval.
Tillsammans med Naturvårdsverket och Birdlife Sverige förvaltar Naturskyddsföreningen Alvins fond som delar ut bidrag till projekt för att skydda svenskt naturskydd, främst fågelskydd.
Föreningens ordförande är Beatrice Rindevall sedan 2023.

### Ordförande
- 1909–1917 Louis Améen
- 1917–1930 Rutger Sernander
- 1930–1934 Axel Gavelin
- 1934–1935 Nils Lihtberg
- 1935–1936 Henrik Hesselman
- 1936–1947 Sten Selander
- 1947–1953 Hugo Osvald
- 1953–1973 Gösta Wallin
- 1973–1985 Bengt Hamdahl
- 1985–1990 Per Wramner
- 1990–1995 Ulf von Sydow
- 1995–1998 Bo Thunberg
- 1998–2000 Göran Enander
- 2000–2002 Per Rosenberg
- 2002–2014 Mikael Karlsson
- 2014–2022 Johanna Sandahl
- 2023– Beatrice Rindevall

## Symbol
Naturskyddsföreningens symbol är en pilgrimsfalk, en av de arter som påverkats starkt av miljögifter, som föreningen medverkat till att rädda i Sverige genom bland annat boövervakning och avelsverksamhet.

## Fältbiologerna
Fältbiologerna är en fristående ungdomsorganisation till Naturskyddsföreningen som bildades 1947.